# Portretul ecvestru al Margaretei de Austria
Portretul ecvestru al Margaretei de Austria este o pictură realizată în ulei pe pânză de către artistul spaniol Diego Velázquez în 1634. Este un portret ecvestru al Margaretei de Austria, regina Spaniei, din 1634, expus inițial în Sala Regatelor din Palatul Buen Retiro din Madrid, iar acum se află expus la Muzeul Prado.

## Istoria lucrării
Velázquez a fost însărcinat să picteze o serie de cinci portrete ecvestre ale familiei regale, al lui Filip al III-lea, al soției sale, regina Margareta, al lui Filip al IV-lea, al soției sale Elisabeta a Franței și al fiul lor Baltasar Carlos. Acesta din urmă era mai mic decât cele ale celorlalți membri ai familiei, deoarece era destinată să fie agățat pe o ușă și, prin urmare, privită dintr-o perspectivă mai de jos.
Ca și în cazul portretului soțului ei, acest portret al Margaretei evidențiază contribuția atelierului lui Velázquez. Velázquez a retușat lucrarea pe care a produs-o atelierul său, în special hamul calului; aceasta a fost inițial foarte detaliat. Aceeași fluiditate a pensulei poate fi observată pe realizarea capul refăcut al reginei, dar acest proces a fost inversat la coama calului și în unele porțiuni ale peisajului din fundal, deși este ascuns în tehnica de bază a tabloului. 

## Descrierea lucrării
Reginei apare într-o rochie ornamentală, împodobită cu două bijuterii cunoscute ca aparținând austriecilor, perla cunoscută sub numele de „La Peregrina” și diamantul tăiat pătrat numit „El Estanque”. Calul, prezentat în postura „en passant”, este orientat spre stânga, pentru a oglindi calul prezentat în portretul soțului Margaretei, care este orientat spre dreapta.